# Campylaspis horridoides
Campylaspis horridoides is een zeekommasoort uit de familie van de Nannastacidae. De wetenschappelijke naam van de soort is voor het eerst geldig gepubliceerd in 1915 door Stephensen.